# Marcin Romanowski
Marcin Romanowski (ur. 20 stycznia 1976 w Skrwilnie) – polski prawnik, polityk i urzędnik państwowy, doktor nauk prawnych, w latach 2019–2023 podsekretarz stanu, a w 2023 sekretarz stanu w Ministerstwie Sprawiedliwości, poseł na Sejm X kadencji. Od stycznia 2024 zastępca przedstawiciela Sejmu RP w Zgromadzeniu Parlamentarnym Rady Europy.

## Życiorys

### Wykształcenie i działalność zawodowa
Absolwent Liceum Ogólnokształcącego w Rypinie (1995), studiów prawniczych na Uniwersytecie Mikołaja Kopernika w Toruniu (2000) oraz podyplomowych studiów prawniczych (Magister Legum, LL.M.) na Uniwersytecie w Ratyzbonie (2002). Stypendysta Fundacji Konrada Adenauera na Uniwersytecie w Ratyzbonie (2000–2002), a także na Uniwersytecie w Greifswaldzie i Uniwersytecie Humboldtów w Berlinie (2004–2005).
Rozprawę doktorską pt. Własność w procesie rozliczeń z komunistyczną przeszłością. Studium teoretycznoprawne na przykładzie Niemiec po 1989 roku, przygotowaną pod kierunkiem Lecha Morawskiego, obronił w 2008 na Uniwersytecie Kardynała Stefana Wyszyńskiego.
Adiunkt w Katedrze Teorii i Filozofii Prawa na WPiA UKSW w Warszawie.
Autor kilkunastu publikacji i opracowań naukowych, w tym współautor monografii O trudnych przypadkach filozofii prawa. Studia z antropologii filozoficznej oraz Reprywatyzacja. Problemy teorii i praktyki.

### Działalność polityczna

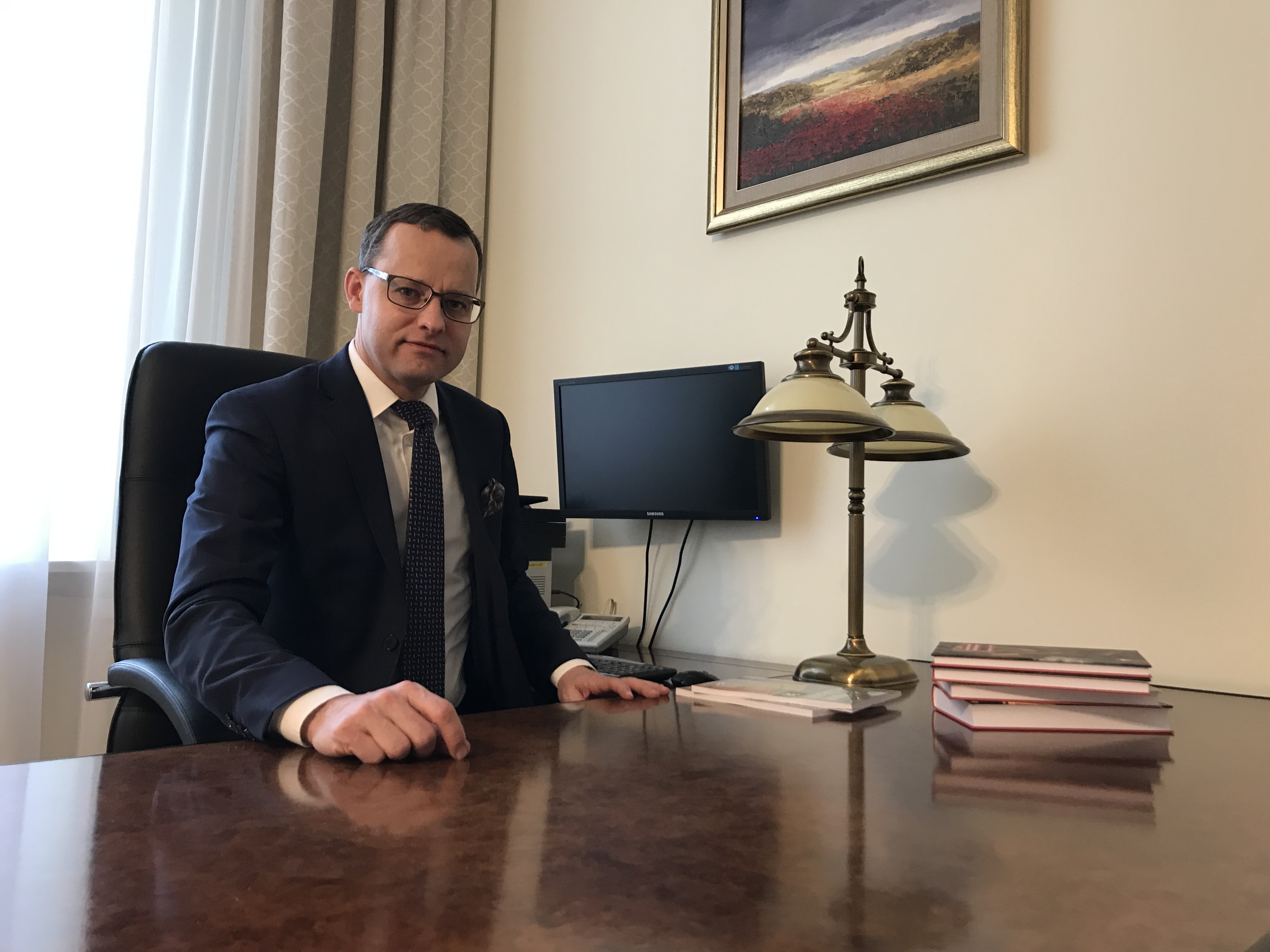
Marcin Romanowski w swoim gabinecie (12 lutego 2019)

W wyborach samorządowych w 2002 ubiegał się bez powodzenia o mandat radnego Rady m.st. Warszawy z listy komitetu Julii Pitery. Był ekspertem komisji śledczej w sprawie Lwa Rywina (2003–2004). W latach 2005–2007 oraz 2015–2019 doradca ministra sprawiedliwości. Został działaczem Solidarnej Polski, w 2023 przemianowanej na Suwerenną Polskę.
W latach 2016–2019 dyrektor Instytutu Wymiaru Sprawiedliwości, a w latach 2016–2021 przewodniczący rady Krajowej Szkoły Administracji Publicznej. W latach 2018–2019 pełnił urząd Pełnomocnika Ministra Sprawiedliwości ds. Informatyzacji i Cyberbezpieczeństwa oraz ds. Funduszu Sprawiedliwości.
4 czerwca 2019 został powołany na stanowisko podsekretarza stanu w Ministerstwie Sprawiedliwości. W listopadzie 2023 przeszedł na funkcję sekretarza stanu w tym samym resorcie, a w grudniu tego samego roku zakończył pełnienie tej funkcji.
Pełniąc funkcję wiceministra sprawiedliwości, był odpowiedzialny m.in. za informatyzację i cyberbezpieczeństwo wymiaru sprawiedliwości, powołując Centrum Cyberbezpieczeństwa w Zamościu, odpowiadał również za obszar nowoczesnych technologii w wymiarze sprawiedliwości. Pod jego kierunkiem został opracowany projekt wykorzystujący sztuczną inteligencję do monitorowania zachowań niebezpiecznych i niepożądanych w zakładach karnych.
Od 2022 wykładowca w Instytucie Prawa Akademii Kultury Społecznej i Medialnej w Toruniu. Pomysłodawca i założyciel Szkoły Wyższej Wymiaru Sprawiedliwości.
W wyborach parlamentarnych w 2023 uzyskał mandat posła na Sejm X kadencji z listy Prawa i Sprawiedliwości, zdobywając 17 318 głosów. W grudniu tego samego roku zakończył pełnienie funkcji wiceministra. 22 stycznia 2024 został zastępcą przedstawiciela Sejmu RP w Zgromadzeniu Parlamentarnym Rady Europy. Od 23 stycznia 2024 pełnoprawny członek podkomisji praw człowieka oraz podkomisji sztucznej inteligencji i praw człowieka w Zgromadzeniu Parlamentarnym RE. W październiku tego samego roku wraz z Suwerenną Polską przystąpił do PiS.

### Śledztwo i zatrzymanie
W 2024 został objęty śledztwem Prokuratury Krajowej dotyczącym wydatkowania środków z Funduszu Sprawiedliwości. 12 lipca 2024 Sejm uchylił Romanowskiemu immunitet poselski i uchwalił zgodę na jego zatrzymanie i tymczasowe aresztowanie. 15 lipca 2024 został zatrzymany w Warszawie przez funkcjonariuszy ABW na wniosek Prokuratury Krajowej. Dzień później został wypuszczony na wolność na mocy postanowienia Sądu Rejonowego dla Warszawy-Mokotowa. Według Marcina Romanowskiego, było to związane z jego drugim immunitetem, wynikającym z członkostwa w delegacji Sejmu do Zgromadzenia Parlamentarnego Rady Europy. Przewodniczący Zgromadzenia Theodoros Rousopoulos w liście do marszałka Sejmu Szymona Hołowni zwrócił uwagę, że członkowie Zgromadzenia są objęci immunitetem przez cały rok trwania jego sesji. Część prawników wyraziła odmienne zdania w tej sprawie, m.in. Andrzej Zoll, który argumentował, że gdyby Marcin Romanowski nie był posłem na Sejm, nigdy nie zostałby członkiem delegacji do Zgromadzenia Parlamentarnego RE.
2 października 2024 ZPRE uchyliło Marcinowi Romanowskiemu immunitet na wniosek ministra sprawiedliwości i  prokuratora generalnego Adama Bodnara. W związku z jego uchyleniem prokurator wezwał Marcina Romanowskiego na przesłuchanie w dniu 7 października 2024 w charakterze podejrzanego; pomimo skutecznego doręczenia wezwania Marcin Romanowski nie pojawił się na przesłuchaniu. 15 października 2024 prokuratura przedstawiła mu zarzuty w zmienionym zakresie, z którymi podejrzany się nie zgodził.
16 października 2024 prokuratura skierowała do sądu wniosek o tymczasowe aresztowanie Marcina Romanowskiego ze względu na zachodzącą w sprawie uzasadnioną obawę bezprawnego utrudniania postępowania i realną groźbę wymierzenia surowej kary. 9 grudnia 2024 Sąd Rejonowy dla Warszawy-Mokotowa zdecydował o zastosowaniu wobec niego tymczasowego aresztowania na okres 3 miesięcy. 12 grudnia 2024 prokurator wydał postanowienie o poszukiwaniu go listem gończym. 19 grudnia 2024 Sąd Okręgowy w Warszawie wydał za nim europejski nakaz aresztowania. Tego samego dnia jego obrońca potwierdził, że Marcinowi Romanowskiemu udzielono azylu politycznego na Węgrzech.
2 kwietnia 2025 polska prokuratura wydała w sprawie Romanowskiego europejski nakaz dochodzeniowy, odebrany przez jej węgierski odpowiednik pięć dni później.

## Życie prywatne
Syn Romualda Ryszarda Romanowskiego (1946–2025) i Aleksandry. Jest numerariuszem katolickiej organizacji Opus Dei.

## Poglądy
W 2022 na antenie Radia Maryja określił społeczność LGBT jako „zinstytucjonalizowaną dewiację”.
W okresie pełnienia funkcji wiceministra sprawiedliwości, 3 marca 2023 na Twitterze opublikował wpis, w którym poparł wymierzenie kary śmierci – w istocie formalnie i praktycznie niestosowanej ani w Polsce, ani w całej UE – dla czwórki osób w wieku 16 i 17 lat, domniemanych sprawców zabójstwa innego nastolatka.
Według Marcina Romanowskiego konwencja o zapobieganiu i zwalczaniu przemocy wobec kobiet i przemocy domowej (tzw. konwencja stambulska) wprowadza zamieszanie ideologiczne, pojęcie gender, wskazując płeć kulturową i uwarunkowania społeczne jako przyczynę przemocy – a nie alkohol czy seksualizację obrazu kobiety w mediach. W mediach szeroko komentowano jego słowa określające konwencję jako „genderowy koń trojański”.